# Тета Дракона
Тета Дракона (θ Дракона, Theta Draconis, θ Draconis, сокращ. Theta Dra, θ Dra) — спектрально-двойная звезда, в циркумполярном созвездии Дракона, всего в паре градусов к востоку от Тубана, которая была поляриссимой около 5000 лет тому назад (в период 3500—1500 гг. до н. э.) то есть в эпоху древнего Египта. Звезда имеет видимую звёздную величину +4.119m  и, согласно шкале Бортля, звезда видна невооруженным глазом на городском небе (англ. City sky).
Из измерений параллакса, полученных во время миссии Hipparcos известно, что звезды удалены примерно на 68,6 св. лет (21,03 пк) от Земли. Звезда наблюдается севернее 32° ю.ш., шт. Западная Австралия, о. Болс-Пирамид, Чили и шт. Риу-Гранди-ду-Сул, (Бразилия) то есть видна практически на всей территории обитаемой Земли, за исключением приполярных областей Антарктиды и южных штатов Австралии и Бразилии. Лучшее время для наблюдения — май.
Звезда Тета Дракона движется довольно медленно относительно Солнца: её радиальная гелиоцентрическая скорость равна −9 км/с, что составляет 90% скорости местных звёзд Галактического диска, а также это значит, что звезда приближается к Солнцу. Звезда  приблизится к Солнцу на расстояние 67,5 св. год через  77 000 лет, когда она увеличит свою яркость на 0,039m до величины 4,08m (то есть будет светить примерно как Ипсилон Андромеды светит сейчас). По небосводу звезда движутся на северо-запад.
Средняя пространственная скорость Тета Дракона имеет компоненты (U, V, W)=(-43.0, -17.6, 6.0), что означает U=−43,0 км/с (движется по направлению от галактического центра), V=−17,6 км/с (движется против направлении галактического вращения) и W=6,0 км/с (движется в направлении северного галактического полюса).

## Имя звезды
Тета Дракона (латинизированный вариант лат. Theta Draconis) является обозначениями Байера, данное звезде в 1603 году. Хотя звезда и имеет обозначение θ (Тета — 8-я буква греческого алфавита), однако сами звезды — 13-я по яркости в созвездии. 13 Дракона (латинизированный вариант лат. 32 Draconis) являются обозначением Флемстида.
В китайской астрономии звезда относится к созвездию 紫微左垣 (Zǐ Wēi Zuǒ Yuán Пурпурный запретный небосвод, а в нём к астеризму, состоящему из Йота Дракона, Тета Дракона, Эта Дракона, Дзета Дракона, Ипсилон Дракона, 73 Дракона, Гамма Цефея, 23 Кассиопеи. Следовательно, сама Тета Дракона известна как 紫微左垣二 (Zǐ Wēi Zuǒ Yuán èr, англ.  the Second Star of Left Wall of Purple Forbidden Enclosure) «Вторя Звезда Левой Стены Пурпурного запретного небосвода», в астеризме представляя звезду 上宰 (Shǎngzǎi), что значит «Первый премьер». Р. Х. Ален неправильно перевёл 上宰 Shǎngzǎi в значении «Второй Имперский Гвардеец», правда, для Эта Дракона.

## Свойства кратной системы
Тета Дракона — это близкая пара спектрально-двойных звёзд, которую можно изучить только с помощью спектрографа. Обе звезды вращаются друг вокруг друга с периодом 3,07 дн., что соответствует расстоянию в между компаньонами (0,047 а.е. (~10,2 {\displaystyle R_{\bigodot }} или ~7 млн.км.). У орбиты почти нулевой эксцентриситет, который равен 0,039. Прямое измерение размера орбиты (которое только дает нижний предел) предполагает, что полюс вращения направлен больше на нас, что, в свою очередь, обеспечивает ещё более высокую скорость вращения, что очень необычно для звезды спектрального класса F. В любом случае, высокая скорость вращения помогает создавать магнитную «хромосферную» активность, хотя магнитное поле не было обнаружено.

### Свойства Тета Дракона A
Тета Дракона A —является проэволюционировавшим карликом спектрального класса F9V, что указывает на то, что водород в ядре звезды пока ещё служит ядерным «топливом», то есть звезда не сошла с главной последовательности, но собирается «переходить» к стадии субгиганта.
Судя по её массе, которая  равна 1,51 {\displaystyle M_{\bigodot }} звезда начала свою жизнь как карлик, родившийся на границе спектральных классов A и F. Тогда её радиус был ~2 {\displaystyle R_{\bigodot }}, а эффективная температура была порядка 7500 К. Зная радиус и температуру звезды, используя закон Стефана — Больцмана можно выяснить, что её светимость тогда была порядка 11 {\displaystyle L_{\bigodot }}. Для того, чтобы планета, аналогичная нашей Земле, получала бы примерно столько же энергии, сколько она получает от Солнца, её надо было бы поместить на расстоянии 3,32 а. е., то есть во внешней части Пояса астероидов, а более конкретно, почти на орбиту астероида Генриетта, чья большая полуось находится на расстоянии 3,39 а. е.. Причём с такого расстояния тогда Тета Дракона A выглядела бы на 36% меньше нашего Солнца, каким мы его видим с Земли — 0,32° (угловой диаметр нашего Солнца — 0,5°).
В настоящее время звезда расширилась и охладилась. Сейчас звезда излучает энергию со своей внешней атмосферы при эффективной температуре около 6105 К, что придаёт ей характерный жёлто-белый цвет звезды спектрального класса F. Светимость звезды оценивается в 9,998 {\displaystyle L_{\bigodot }}, то есть она упала на ~1 солнечную величину.
В связи с большой светимостью звезды её радиус может быть измерен непосредственно, и такая попытка была сделана в 1922 году Данные об этом измерении приведены в таблице:
| Имя звезды   | Год  | m    | Спектр | D (mas) | Rабс ({\displaystyle R_{\bigodot }}) | Комм.  |
| Тета Дракона | 1922 | 4.11 | F8     | 1.6     | 1.4                                  | [ 21 ] |
| Тета Дракона | 1960 | 4.11 | F8IV   | 1.9     | 4.2                                  | [ 22 ] |
| Тета Дракона | 1972 | 4.01 | F8IV-V | 1.2     | 2.1                                  | [ 23 ] |
| Тета Дракона | 1982 | 4.01 | F8IV-V | 1.2     | —                                    | [ 24 ] |
| Вулли 9538   | 1983 | 4.03 | F8IV   | —       | 2.3                                  | [ 25 ] |
| BS 5986      | 1990 | 4.01 | F8IV   | 1.2     | —                                    | [ 26 ] |

Сейчас мы знаем, что радиус звезды должен быть 2,57 {\displaystyle R_{\bigodot }}, то есть измерение 1983 года было наиболее адекватным. Измерения радиуса сделанные во время миссии Gaia дают примерно такую же картину 2,83+0,12
−0,05 {\displaystyle R_{\bigodot }}, хотя он на 10% больше.
Звезда имеет поверхностную гравитацию, характерную для карликовой звезды «переходящей» к стадии субгиганта: 3,8 СГС  или 63,1 м/с2, то есть в 23 раза меньше, чем на Солнце (274,0 м/с2). Звезды, имеющие планеты, имеют тенденцию иметь большую металличность по сравнению Солнцем и Тета Дракона A имеет значение металличности гораздо большее, чем солнечное значение +0.20, то есть почти 158% от солнечного значения, что позволяет предположить, что звезда «пришла» из других областей Галактики, где было довольно много металлов, и рождено в молекулярном облаке благодаря более плотному звёздному населению и большему количеству сверхновых звёзд. Скорость вращения у Тета Дракона превосходит солнечную почти в 13,5 раз и равна 27 км/с, что даёт период вращения звезды — 5,45 дней.
Звезда относительно старая: её возраст определён в 3,1 млрд., также известно, что звёзды с массой 1,51 {\displaystyle M_{\bigodot }} живут на главной последовательности порядка 3,15 млрд. лет. То есть уже очень скоро, через ~150 млн. лет, Тета Дракона A станет красным гигантом, поглотив при этом компонент B, а затем, сбросив внешние оболочки, станет белым карликом. Предполагая, что эволюция жизни на углеродной основе, носит универсальный характер и полагая, что космосе действуют те же законы, что и на Земле, можно сказать, что на планете аналогичной Земле рядом с Тета Дракона A эволюция закончилась на стадии архея, а более конкретно на стадии мезоархея. Океан в эту эпоху имел зеленоватый цвет за счёт высокой концентрации растворённого двухвалентного железа, а также отличался высокой солёностью и температурой. В практически лишённой кислорода атмосфере господствуют ураганные ветры. Начиная с мезоархея, происходит активное осаждение растворённого в океане железа, что приводит к формированию его отложений и к изменению состава и цвета морской воды.

### Свойства Тета Дракона B
Вторичный компонент системы Тета Дракона, судя по его массе, которая равна 0,46 {\displaystyle M_{\bigodot }}, является красным карликом спектрального класса M2. Радиус подобных звёзд должен быть 0,42 {\displaystyle R_{\bigodot }}, светимость оценивается в 0,023 {\displaystyle L_{\bigodot }}, а эффективная температура около 3400 К.
Если все эти параметры верны, то реальный период вращения Тета Дракона B такой же, как орбитальный период в системе — 3,07 дня, что, в свою очередь, означает, что осевой наклон составляет около 45° по линии визирования.

## Ближайшее окружение звезды
Следующие звёздные системы находятся на расстоянии в пределах 20 световых лет от звезды Тета Дракона (включены только яркие (<6,5m) или примечательные звёзды). Их спектральные классы приведены на фоне цвета этих классов (эти цвета взяты из названий спектральных типов и не соответствуют наблюдаемым цветам звёзд):
| Звезда       | Спектральный класс | Расстояние, св. лет |
| CR Дракона   | M1.5e V            | 4.68                |
| HD 154345    | G8V                | 18.65               |
| 14 Геркулеса | K0 V               | 18.72               |

Рядом со звездой, на расстоянии 20 световых лет, есть ещё порядка 10 красных, оранжевых карликов и жёлтых карликов спектрального класса G, K и M, а также 1 белый карлик которые в список не попали.

### Комментарии
1. ↑  Расстояние рассчитано по приведённому значению параллакса
2. ↑  В XX веке звезда классифицировалась как субгигант спектрального класса F8IV[19], то как субгигант с признаками карлика F8IV-V[20]
3. ↑  Угловой диаметр (δ) вычисляется по формуле
{\displaystyle \delta =2\arctan \left({\frac {R_{\mathrm {S} }}{d_{\mathrm {S} }}}\right)}, где RS — радиус звезды, выраженный в а.е.; dS — расстояние до звезды